# Ramon Schenkhuysen
Ramon Schenkhuysen (Dordrecht, 17 september 1972) is een voormalige Nederlandse voetballer.
De linkermiddenvelder/ linksbuiten begon zijn voetbalcarrière bij Quick 1888. Daarna is hij vertrokken naar SBV Vitesse en heeft daar de jeugdopleiding doorlopen. In de jeugd van Vitesse is hij met het A1 kampioen geworden. In 1991 kwam Schenkhuysen bij N.E.C waar hij 5 wedstrijden in het eerste elftal gespeeld. Hij moest zijn carrière vroegtijdig beëindigen door een enkelblessure.

## Statistieken
| seizoen | club        | land | competitie     | wed. | goals |
| ------- | ----------- | ---- | -------------- | ---- | ----- |
| 1982/88 | Quick 1888  | NL   | Jeugd          |      |       |
| 1988/91 | SBV Vitesse | NL   | Jeugd          |      |       |
| 1991/93 | N.E.C       | NL   | Eerste divisie | 5    | 0     |
| 1993/95 | ASWH        | NL   | Hoofdklasse    | ± 56 | 11    |